# 은산 도천사지
은산 도천사지는 충청남도 부여군 은산면에 있다. 1999년 12월 28일 부여군의 향토문화유산 제29호로 지정되었다.

## 개요
이 사지는 부여에서 청양에 이르는 도로를 따라 은산면 소재지를 지나 약 5km쯤 가면 태양리에 이르는데 도로에서 주막내 동네로 향하는 소로를 거슬러 올라가면 사지에 이른다. 사지는 남향의 구릉상에 위치하고 있는데 사역은 그리 넓지않으나 사과 관련된 석재 및 다량의 와편이 발견된다. 절과 관련된 것으로 보이는 도천사는 현재의 사지에서 북쪽으로 거리를 둔 지점에 본래 있었던 것을 지금의 터로 옮긴 것으로 보인다. 절의 유래에 대해서는 백제 의자왕의 아우 도천군이 설당 구복하던 원당이었다고 하며 이는 사역 내에 남아있는 비명에 의해 확인된다.
사역내의 현황을 보면 구릉의 말단에 민가가 있고 민가곁에 2기의 비가 있는데 구비는 높이 134cm, 너비 58cm, 두께 21cm이고, 신비는 높이 136cm, 너비 64cm, 두께 30cm이다. 이 비의 뒤쪽에 절이 위치했던 것으로 보이는데 민묘와 함께 민가의 텃밭으로 이용되고 있으며, 곳곳에 조선시대의 것으로 보이는 와편이 널려 있다. 또한 사역의 서측편에는 아직 건물흔적이 남아있는데 자연초석과 축대석이 남아있고, 더불어 문지공도 보인다. 

## 같이 보기
- 은산 도천사 사적비 - 부여군 향토문화유산 제14호